# کروم (مریلند)
کروم (به انگلیسی: Croom) شهری در ایالت مریلند کشور ایالات متحده آمریکا است که جمعیت آن در سرشماری سال ۲۰۱۰ میلادی، ۲٬۶۳۱ نفر بوده‌است.